# Margaromma doreyanum
Margaromma doreyanum là một loài nhện trong họ Salticidae.
Loài này thuộc chi Margaromma. Margaromma doreyanum được Charles Athanase Walckenaer miêu tả năm 1837.